# Pomarea nukuhivae
Pomarea nukuhivae é uma espécie extinta de ave passeriforme que era endêmica da Polinésia Francesa. Foi descrita cientificamente por Robert Cushman Murphy e Gregory Mathews em 1928.